# Бобринецька міська рада
Бо́бринецька міська́ ра́да — орган місцевого самоврядування та колишня адміністративно-територіальна одиниця в Бобринецькому районі Кіровоградської області. Адміністративний центр — місто Бобринець.

## Загальні відомості
- Територія ради: 18,13 км²
- Населення ради: 12 684 особи (станом на 2001 рік)
- Територією ради протікають Сугоклія, Бобринка

## Населені пункти
Міській раді підпорядковані населені пункти Бобринецької міської територіальної громади.

## Склад ради
Рада складається з 30 депутатів та голови.

### Керівний склад ради
| Прізвище, ім'я, по батькові    | Основні відомості                                                                                | Дата обрання | Дата звільнення |
| ------------------------------ | ------------------------------------------------------------------------------------------------ | ------------ | --------------- |
| Кравченко Леонід Григорович    | Міський голова, 1965 року народження, освіта вища, член Всеукраїнського об'єднання «Батьківщина» | 26.03.2006   | 31.10.2010      |
| Кравченко Леонід Григорович    | Міський голова, 1965 року народження, освіта вища, член Всеукраїнського об'єднання «Батьківщина» | 31.10.2010   | 22.01.2012      |
| Могиленко Анатолій Миколайович | Міський голова, 1960 року народження, освіта вища,                                               | 22.01.2012   | 25.02.2014      |
| Сніжко Валерій Вадимович       | Міський голова, 1968 року народження, освіта вища, безпартійний                                  | 4.11.2015    | -               |

Примітка: таблиця складена за даними сайту Верховної Ради України

### Депутати
За результатами місцевих виборів 2010 року депутатами ради стали:

#### За суб'єктами висування
| Суб'єкт висування                                       | Кількість обраних депутатів | %    |
| ------------------------------------------------------- | --------------------------- | ---- |
| Політична партія Всеукраїнське об'єднання «Батьківщина» | 18                          | 60   |
| Партія регіонів                                         | 5                           | 16,7 |
| Народна партія                                          | 2                           | 6,7  |
| Єдиний Центр                                            | 1                           | 3,3  |
| Комуністична партія України                             | 1                           | 3,3  |
| Політична партія «Нова політика»                        | 1                           | 3,3  |
| Політична партія «Сильна Україна»                       | 1                           | 3,3  |
| Соціалістична партія України                            | 1                           | 3,3  |

#### За округами
| № округу                                                | Прізвище, ім'я, по батькові       | Дата визнання обраним | Освіта             | Партійна приналежність                        | Відомості про обраного депутата                    |
| ------------------------------------------------------- | --------------------------------- | --------------------- | ------------------ | --------------------------------------------- | -------------------------------------------------- |
| Єдиний Центр                                            |                                   |                       |                    |                                               |                                                    |
| б/м                                                     | Залуженко Тетяна Володимирівна    | 02.11.2010            | вища               | член Єдиного Центру                           | Бобринецька загальноосвітня школа № 5              |
| Комуністична партія України                             |                                   |                       |                    |                                               |                                                    |
| б/м                                                     | Скороход Віктор Олексійович       | 02.11.2010            | вища               | член Комуністичної партії України             | пенсіонер                                          |
| Народна Партія                                          |                                   |                       |                    |                                               |                                                    |
| б/м                                                     | Непомнящий Микола Васильович      | 02.11.2010            | вища               | позапартійний                                 | районна рада                                       |
| 3                                                       | Мельнік Микола Михайлович         | 02.11.2010            | вища               | член Всеукраїнського об'єднання «Батьківщина» | ТОВ Бобринецька збагачувальна фабрика, директор    |
| Партія регіонів                                         |                                   |                       |                    |                                               |                                                    |
| б/м                                                     | Соловйов Ігор Дмитрович           | 02.11.2010            | вища               | член Партії регіонів                          | приватний підприємець                              |
| б/м                                                     | Короп Наталія Миколаївна          | 02.11.2010            | вища               | член Партії регіонів                          | приватний підприємець                              |
| б/м                                                     | Цесарський Анатолій Юрійович      | 02.11.2010            | вища               | член Партії регіонів                          | ВАТ «Бобринецька сільгосптехніка»                  |
| 11                                                      | Тєфтєєв Ігор Леонідович           | 02.11.2010            | вища               | член Партії регіонів                          | Бобринецький с/г технікум, викладач                |
| 12                                                      | Могиленко Анатолій Миколайович    | 02.11.2010            | вища               | член Партії регіонів                          | Бобринецька міська рада, заступник міського голови |
| Політична партія Всеукраїнське об'єднання «Батьківщина» |                                   |                       |                    |                                               |                                                    |
| б/м                                                     | Андалюкевич Олег Володимирович    | 02.11.2010            | вища               | член Всеукраїнського об'єднання «Батьківщина» | КП Інженерний цент                                 |
| б/м                                                     | Рябовол Людмила Миколаївна        | 02.11.2010            | вища               | член Всеукраїнського об'єднання «Батьківщина» | пенсіонер                                          |
| б/м                                                     | Ланецька Тетяна Петрівна          | 02.11.2010            | вища               | член Всеукраїнського об'єднання «Батьківщина» | дитячій садок № 2                                  |
| б/м                                                     | Куценко Анатолій Григорович       | 02.11.2010            | вища               | член Всеукраїнського об'єднання «Батьківщина» | загальноосвітня школа № 1                          |
| б/м                                                     | Білан Віктор Іванович             | 02.11.2010            | середня спеціальна | член Всеукраїнського об'єднання «Батьківщина» | пенсіонер                                          |
| б/м                                                     | Ткаченко Микола Кирилович         | 14.11.2010            | середня спеціальна | член Всеукраїнського об'єднання «Батьківщина» | пенсіонер                                          |
| 1                                                       | Торіна Світлана Валеріївна        | 02.11.2010            | вища               | член Всеукраїнського об'єднання «Батьківщина» | Міська рада, провіднийспеціаліст                   |
| 2                                                       | Гольша Іван Володимирович         | 02.11.2010            | вища               | член Всеукраїнського об'єднання «Батьківщина» | Бобринецький с/г технікум, викладач                |
| 4                                                       | Ворона Олена Миколаївна           | 02.11.2010            | вища               | член Всеукраїнського об'єднання «Батьківщина» | пенсіонер                                          |
| 5                                                       | Яворська Наталія Миколаївна       | 02.11.2010            | вища               | член Всеукраїнського об'єднання «Батьківщина» | Міська рада, секретар виконавчого комітету         |
| 6                                                       | Самборська Неля Михайлівна        | 02.11.2010            | вища               | член Всеукраїнського об'єднання «Батьківщина» | пенсіонер                                          |
| 7                                                       | Ткаченко Віктор Володимирович     | 02.11.2010            | вища               | член Всеукраїнського об'єднання «Батьківщина» | тимчасово не працює                                |
| 8                                                       | Чорний Сергій Васильович          | 02.11.2010            | вища               | член Всеукраїнського об'єднання «Батьківщина» | Центр дозвілля молоді, директор                    |
| 9                                                       | Андрєєв Василь Іванович           | 02.11.2010            | вища               | член Всеукраїнського об'єднання «Батьківщина» | Бобринецький с/г технікум, заступник директора     |
| 10                                                      | Кірічко Наталія Андріївна         | 02.11.2010            | середня спеціальна | член Всеукраїнського об'єднання «Батьківщина» | підприємець                                        |
| 13                                                      | Тосік Микола Іванович             | 02.11.2010            | середня спеціальна | член Всеукраїнського об'єднання «Батьківщина» | Радіостудія «Бобринець», редактор                  |
| 14                                                      | Холодовський Сергій Володимирович | 02.11.2010            | вища               | член Всеукраїнського об'єднання «Батьківщина» | Бобринецька міська рада, провідний спеціаліст      |
| 15                                                      | Жукова Любов Григорівна           | 14.11.2010            | середня спеціальна | член Всеукраїнського об'єднання «Батьківщина» | Укрпошта, листоноша                                |
| Політична партія «Нова політика»                        |                                   |                       |                    |                                               |                                                    |
| б/м                                                     | Лашкул Георгій Олексійович        | 02.11.2010            | вища               | позапартійний                                 | Бобринецька сільгосптехніка                        |
| Політична партія «Сильна Україна»                       |                                   |                       |                    |                                               |                                                    |
| б/м                                                     | Криворучко Микола Іванович        | 02.11.2010            | вища               | член Політичної партії «Сильна Україна»       | СПТУ № 32                                          |
| Соціалістична партія України                            |                                   |                       |                    |                                               |                                                    |
| б/м                                                     | Васільєв Анатолій Віталійович     | 02.11.2010            | середня спеціальна | член Соціалістичної партії України            | Бобринецька СЗС                                    |